# 天使の花園
『天使の花園』（てんしのはなぞの、原題：Three Smart Girls）は、1936年にアメリカ合衆国で公開された映画。
1939年には続編「庭の千草」（Three Smart Girls Grow Up）が公開されている。

## スタッフ
- 監督：ヘンリー・コスター
- 脚本：アデール・コマンディニ
- 撮影：ジョゼフ・ヴァレンタイン
- 音楽：ブロニスラウ・ケイパー、ワルター・ユルマン

## キャスト
- ディアナ・ダービン（ペニー）
- ナン・グレイ（ジョーン）
- バーバラ・リード（ケイ）
- ビニー・バーンズ（ドナ・ライオンズ）
- アリス・ブラディ（ライオンズ夫人）
- レイ・ミランド（マイケル・スチュアート）
- チャールズ・ウィニンジャー（ジャドソン・クレイグ）
- ジョン・キング（ビル・エヴァンス）
- アーネスト・コサート（ビンズ）
- ホバート・カヴァナ（ウィルバー・ラム）
- ルシル・ワトソン（トゥルーデル）
- ネラ・ウォーカー（ドロシー・クレイグ）